# 青潮
青潮，或稱藍潮，為海水中所包含的硫磺膠體化，使海水白濁化的現象。發生此現象的海面會變成淡藍色的關係，故以和赤潮對比的青潮稱之。在日本好發於夏、秋季的東京灣以及三河灣、大阪灣等的封閉性海、水域。與赤潮相同會使大量的魚類死亡。於三河灣等處另稱為苦潮。

## 原因
在優養化下大量產生的浮游生物死亡並沉積於海底後，細菌在分解過程中大量的消費掉海中氧氣。其結果，導致了溶氧量極端稀少的貧氧水團的形成。一般狀況，水團會在潮流的擾亂下和周圍的海水混和分散掉，但內灣中的此一作用力薄弱。另外，東京灣等處疏濬工程的泥沙採集地，其海底在工程後留有窪地，於此處累積的水塊更加容易維持貧氧的環境。厭氧細菌在貧氧水團中佔有優勢。厭氧細菌之一的綠硫細菌等的部分光合細菌會大量的產生硫化氫。富含硫化氫的水團浮升的話，水中的氧氣會使硫化氫酸化，產生出硫磺或硫氧化物的微粒。微粒會膠體化在海中漂流，在太陽光反射下會使得海面變色為乳藍、乳白色。在大部分的狀況下，青潮中還未酸化的硫化氫會帶有腐敗的雞蛋的味道。
對流被認為是貧氧水團上升的主要原因。位於表層附近的海水在強風下流向外洋產生離岸流的話，底層的水團會連帶跟著上升。東京灣在吹北～北東風的時期容易產生青潮。

## 被害
近年發生的青潮，以三河灣所產生的較為所知，青潮的產生引起了沿岸的花蛤大量死亡，於1991年到2012年的被害件數約都落在5～8件。作為對策，回填海底中的過深的疏浚窪地，讓環境回歸到不容易產生貧氧狀態來進行抑止。三河灣海底疏浚窪地的御津地區於2004年底已大致修復，於2005年時開始對大塚地區進行修復。